# Comitato Olimpico Algerino
Il Comitato Olimpico Algerino (in arabo: اللجنة الأولمبية الجزائرية, in francese: Comité Olympique Algérien) è un'organizzazione sportiva algerina, nata il 18 ottobre 1963 ad Algeri.
Rappresenta questa nazione presso il Comitato Olimpico Internazionale (CIO) dal 27 gennaio 1964 ed ha lo scopo di curare l'organizzazione ed il potenziamento dello sport in Algeria e, in particolare, la preparazione degli atleti algerini, per consentire loro la partecipazione ai Giochi olimpici. L'associazione è, inoltre, membro dell'Associazione dei Comitati Olimpici Nazionali d'Africa.
Da settembre 2020 il presidente è Abderrahmane Hammad.